# Bourget, Ontario
Bourget är ett samhälle i Kanada.   Det ligger i provinsen Ontario, i den sydöstra delen av landet, 40 km öster om huvudstaden Ottawa. Bourget ligger 61 meter över havet och antalet invånare är 1 062.
Terrängen runt Bourget är platt. Närmaste större samhälle är Clarence-Rockland, 17,0 km nordväst om Bourget. 
Omgivningarna runt Bourget är en mosaik av jordbruksmark och naturlig växtlighet. Runt Bourget är det ganska glesbefolkat, med 25 invånare per kvadratkilometer.